# Pulong
Pulong (kinesiska: 普隆乡, 普隆) är en socken i Kina. Den ligger i provinsen Sichuan, i den sydvästra delen av landet, omkring 530 kilometer söder om provinshuvudstaden Chengdu. Antalet invånare är 3 984. Befolkningen består av 1 985 kvinnor och 1 999 män. Barn under 15 år utgör 22,0 %, vuxna 15-64 år 66 %, och äldre över 65 år 11,0 %.
Genomsnittlig årsnederbörd är 1 003 millimeter. Den regnigaste månaden är juli, med i genomsnitt 267 mm nederbörd, och den torraste är januari, med 4 mm nederbörd.